# Vom Himmel hoch, da komm ich her (Gade)
Vom Himmel hoch, da komm ich her is een tweetal composities van Niels Gade. Het in basis niet zijn eigen werk maar een arrangement voor orgel van het kerstlied met dezelfde titel geschreven door Maarten Luther. Gade schreef twee arrangementen in 1870. De twee varianten verschillen in tempi: moderato en andante.